# Loi pour une République numérique
Pour les articles homonymes, voir LRN.
Lire en ligne

Loi no 2016-1321 du 7 octobre 2016 pour une République numérique

La loi pour une République numérique (abr. loi numérique) est une loi française initialement proposée par la secrétaire d'État au numérique Axelle Lemaire et promulguée le 7 octobre 2016.
Par cette loi, l'objectif du gouvernement est double : « donner une longueur d'avance à la France dans le domaine du numérique en favorisant une politique d'ouverture des données et des connaissances » et « adopter une approche progressiste du numérique, qui s'appuie sur les individus, pour renforcer leur pouvoir d'agir et leurs droits dans le monde numérique ». Pour ce faire, la loi s'organise autour de trois axes : la circulation des données et du savoir, la protection des individus dans la société du numérique et l'accès au numérique pour tous.
La discussion a démarré par une consultation publique en ligne, jusqu'au 18 octobre 2015, puis, enrichie de certaines propositions des internautes, la loi a été débattue puis votée à l'Assemblée nationale du 19 au 26 janvier 2016,,. Elle fait suite à la concertation « Ambition numérique » pilotée par Benoit Thieulin et Yann Bonnet dans le cadre des travaux du Conseil national du numérique,.
Le projet de loi voté par les députés en première lecture introduit notamment l’ouverture par défaut des  données publiques, la neutralité du net, une obligation de loyauté des plateformes en ligne, ainsi qu’une protection accrue pour les données personnelles des usagers du  net. La loi pour une République numérique prévoit également les conditions d’un Internet accessible au plus grand nombre, au travers de l’accélération de la couverture du territoire en très haut débit et en téléphonie mobile, de mesures pour un meilleur accès des personnes handicapées aux services en ligne, et de la création d’un droit au maintien de la connexion internet en cas d’impayé pour les foyers en difficulté.
C'est une loi majeure pour l'informatique. Elle succède à la Loi pour la confiance dans l'économie numérique de 2004 et précède l'explosion de l'Intelligence artificielle.

## Calendrier législatif
| Conseil d'État  | Conseil des ministres | Première lecture    | Première lecture | Commission mixte paritaire  | Lecture texte CMP   | Lecture texte CMP | Président de la République |
| Conseil d'État  | Conseil des ministres | Assemblée nationale | Sénat            | Assemblée nationale + Sénat | Assemblée nationale | Sénat             | Président de la République |
| --------------- | --------------------- | ------------------- | ---------------- | --------------------------- | ------------------- | ----------------- | -------------------------- |
| Avis            | Conseil des ministres | Vote                | Vote             | Texte                       | Vote                | Vote              | Promulgation               |
| 3 décembre 2015 | 9 décembre 2015       | 26 janvier 2016     | 3 mai 2016       | 20 juillet 2016             | 20 juillet 2016     | 28 septembre 2016 | 7 octobre 2016             |
| Avis            | Compte-rendu          | Texte adopté        | Texte modifié    | Texte CMP                   | Texte adopté        | Texte adopté      | Loi promulguée             |

## Sujets abordés

### Accessibilité
Des dispositifs en faveur de l'accessibilité des personnes handicapées sur les sites des services publics avaient été prévus. Cependant, ils ne sont plus que recommandés, avec obligation d'informer si le site est accessible ou non, ce qui est critiqué par l'association les aveugles de France, le collectif pour une France accessible et l'association Faire Face.

### Open Data et portabilité des données
Dans le projet est inclus une mise en ligne par défaut des données publiques, et une recommandation de l'utilisation des formats favorisant l'interopérabilité grâce au Droit à la portabilité. Le Référentiel Général d'Interopératbilité invoque lui aussi l'usage prioritaire de formats ouverts, comme OpenDocument au lieu de Office Open XML (Microsoft).

### Logiciel libre et formats ouverts
L'article 16 de la loi prévoit une injonction à l'utilisation des logiciels libres et des formats ouverts dans les systèmes d'information des administrations publiques, afin d'en préserver la maîtrise, la pérennité et l'indépendance. 
Par ailleurs, la loi précise que les codes sources sont des documents administratifs communicables et réutilisables, au titre de l'article 2 de la loi. Un décret d'application est venu préciser la liste des licences, toutes libres, applicables pour la diffusion de ces codes sources. Une liste de ces code sources est publiée par Etalab.

### Questions relatives au droit d'auteur
La définition des communs numériques a été débattue, avec un fort intérêt lors de la consultation en ligne, puis retiré par Matignon. Le cabinet de Fleur Pellerin, ministre de la Culture, y est défavorable. Isabelle Attard a condamné le retrait des communs par Matignon, puis déposé un amendement en faveur des communs, qui a été rejeté.
La liberté de panorama a également été débattue, mais l'usage potentiellement commercial des images est susceptible de poser problème. Un amendement de compromis a été accepté, mais ne satisfait pas toutes les revendications des partisans de la liberté de panorama, notamment car il n'autorise qu'une utilisation strictement non-commerciale, difficile à définir sur Internet. 
Les publications de la recherche financée au moins à 50 % par l'argent public seraient publiées gratuitement après un délai d'exclusivité.

### Accès du numérique à tous
Une proposition a également été retenue pour garantir un droit à internet pour tous, même limité, permettant l'accès à une messagerie électronique ou aux services publics en ligne.
Les opérateurs de réseaux seront incités à développer leurs investissements là où les besoins sont les plus importants, au travers de la prolongation et de l'extension du champ du suramortissement au déploiement de la fibre dans les zones rurales .

### OS souverain
Un amendement en faveur d'un OS souverain a également été adopté, ce qui a provoqué des réactions plutôt négatives, notamment de l'ANSSI, en raison du manque de réalisme de la proposition et de solutions déjà existantes, comme le système d'exploitation sécurisé CLIP OS, basé sur Linux,,.

### Vie privée
Le pouvoir de la CNIL serait renforcé, en cas de récidive, pour atteindre 4 % du chiffre d'affaires ou 20 millions d'euros. Des amendements en faveur du droit à l'oubli pour les mineurs, et de la fermeture des comptes en ligne de personnes décédées ont également été approuvés. Des actions de groupe contre les sociétés ne respectant pas la vie privée sont également prévues.

### Mort numérique
La loi intègre avec son article 63 la notion de mort numérique pour définir ce que deviennent les données numériques d'une personne à son décès. Les principes de protection des données prévus dans la Loi Informatique, fichiers et libertés deviennent caduques. Mais la Loi donne la possibilité de définir des directives relatives à la conservation, à l'effacement et à la communication de ses données à caractère personnel après son décès, à défaut, ce sont les héritiers légaux qui pourront agir sur ces données numériques.

### Questions relatives au commerce sur internet
En janvier 2016, l'Assemblée nationale modifie le projet de loi avec l'amendement no 376, ajoutant un article 23 bis et ter rendant passible de prison, de fortes amendes et même d'expulsion de son logement toute personne louant son bien sur une plateforme telle que Airbnb sans avoir l'autorisation écrite de son propriétaire. L'amendement est notamment défendu par la députée PS Sandrine Mazetier.
De plus, le Sénat propose que les revenus obtenus sur les plateformes de vente en ligne seraient automatiquement déclarés au fisc.

### Compétitions de jeux vidéo
En janvier 2016, le premier ministre Manuel Valls confie à deux parlementaires, Rudy Salles et Jérôme Durain, la mission de « définir un cadre législatif et réglementaire favorisant le développement des compétitions de jeux vidéo en France » auprès de la Secrétaire d'État chargée du Numérique et de l'Innovation, Axelle Lemaire. Le rapport remis en mars 2016 par les deux parlementaires débouche sur une participation au projet de loi pour une République numérique, qui reconnait dans son chapitre 4 section 2 la pratique du jeu vidéo en compétition en France, ainsi qu'un statut officiel aux joueurs professionnels.

## Réactions et critiques

### Consultation en ligne
Ce projet de loi est le premier à avoir été précédé d'une consultation en ligne :
- une première consultation[37] organisée par le Conseil national du numérique qui a permis d'identifier certains sujets à intégrer dans la loi (portabilité, open data..)
- une deuxième consultation[38] organisée par le gouvernement sur le texte du projet de loi.

### Un projet jugé insuffisant
Le groupe LR à l'Assemblée nationale a critiqué « un ensemble cohérent, mais malheureusement très insuffisant », quand le groupe UDI s'est inquiété de la fracture numérique. Les écologistes et le front de gauche ont regretté le retrait du domaine commun informationnel.

### Textes officiels
- Dossier législatif du Sénat
- Dossier législatif de l'Assemblée nationale